# Subaru
Subaru (in katakana: スバル), è una azienda automobilistica giapponese, sussidiaria della Fuji Heavy Industries (FHI).
Subaru è nota per la produzione di automobili con carrozzerie di tipologie convenzionali ma dotate dal 1965 di motori boxer a cilindri contrapposti e dal 1972 di trazione integrale permanente su tutte le versioni, sfruttando un sistema brevettato internamente dalla casa, denominato Symmetrical AWD; tali caratteristiche sono presenti su tutti i modelli della casa ad eccezione di quelli base e, in genere, di quelli sviluppati in sinergia con altri costruttori. A differenza di quanto avviene per altre aziende automobilistiche, sui veicoli Subaru il sistema di trazione integrale non è un optional ma una parte integrante della vettura.
Subaru si distingue inoltre da molti dei suoi concorrenti giapponesi in quanto la produzione avviene quasi interamente in Giappone.

## Storia e nome
Fuji Heavy Industries iniziò la propria attività come Aircraft Research Laboratory nel 1915. Nel 1932, l'azienda fu riorganizzata come Nakajima Aircraft Company e divenne presto un importante produttore di aerei militari per l'Impero giapponese durante la seconda guerra mondiale. Alla fine del conflitto, la Nakajima Aircraft fu nuovamente riorganizzata, questa volta prendendo il nome di Fuji Sangyo Co. Nel 1946, l'azienda creò il Fuji Rabbit, uno scooter a motore, con parti provenienti da aerei militari. Nel 1950, Fuji Sangyo venne suddivisa in 12 società più piccole secondo la legislazione anti-zaibatsu operata dal governo giapponese. Tra il 1953 e il 1955, cinque di queste società e una società di nuova costituzione decisero di fondersi per formare l'attuale Fuji Heavy Industries. Queste aziende erano: Fuji Kogyo, che produceva scooter; Fuji Jidosha, ditta che si occupava di carrozzerie; Omiya Fuji Kogyo, che costruiva motori; Utsunomiya Sharyo, costruttrice di telai e la società commerciale Tokyo Fuji Sangyo.

Subaru Impreza 555, vincitrice di tre mondiali rally

Kenji Kita, all'epoca CEO di Fuji Heavy Industries, voleva che la nuova società fosse coinvolta nella produzione di automobili e presto gettò le basi per la costruzione di un'auto con il nome in codice di P-1. Kita chiese all'azienda suggerimenti sulla denominazione della P1, ma nessuna delle proposte gli pareva abbastanza allettante. Alla fine diede alla compagnia un nome giapponese che gli piaceva: Subaru, che è il nome giapponese dell'ammasso stellare delle Pleiadi che sono raffigurate nel logo della compagnia. Le Pleiadi, note anche come "Le sette sorelle", conglobano sette stelle principali dell'ammasso visibili a occhio nudo. Le stelle del marchio Subaru sono solo sei (una grande e cinque piccole) e rappresentano le cinque aziende che decisero di fondersi in un'unica grande compagnia.
La P-1 venne quindi chiamata Subaru 1500 e ne furono prodotti inizialmente solo venti esemplari a causa di molteplici problemi di fornitura. Successivamente, l'azienda progettò e produsse decine di veicoli tra cui la 1500 (1954), la piccola 360 raffreddata ad aria (1958), la Subaru Sambar (1961) e la 1000 (che vide l'introduzione del motore boxer Subaru nel 1965).
Sebbene di dimensioni ridotte rispetto ad altre sue concorrenti, Subaru per diversi anni ha goduto di un notevole benessere.
Nel 2008 ha progettato e iniziato a produrre il primo motore boxer diesel per auto del mondo.
Dopo aver elettrificato quasi tutta la gamma con motori boxer ibridi, Subaru nel corso del 2022 presenterà la sua prima vettura completamente elettrica, denominata Solterra e sviluppata sulla stessa piattaforma di Toyota. L'obiettivo di Subaru è poi quello di elettrificare del tutto la gamma delle proprie autovetture entro il 2035.

### Azionisti
Nissan nel 1968 acquisì una partecipazione del 20,7% in Fuji Heavy Industries, la società madre di Subaru, durante un periodo di fusione ordinata dal governo dell'industria automobilistica giapponese al fine di migliorare la competitività sotto l'amministrazione del primo ministro Eisaku Satō. Nissan utilizzerà le conoscenze di FHI per produrre la linea di autobus Nissan Diesel. A sua volta, grazie a tale Keiretsu, FHI utilizza il know-how di Nissan nella produzione di molti veicoli Subaru. Durante questo accordo con Nissan, Subaru ha introdotto l'R-2 (1969), la Rex e la Leone (1971), la BRAT (1978), l'Alcyone (1985), la Legacy (1989), l'Impreza (1993) (e la sua derivata WRX) e la Forester (1997).
Successivamente Subaru introdusse Renault a Nissan quando la casa francese chiese supporto per la tecnologia della trazione integrale. Dopo che FHI chiese a Renault di discutere i loro programmi con Nissan, le trattative condussero a una alleanza strategica tra il marchio francese e Nissan. Nel 1999 Nissan cessò quindi la collaborazione con Subaru e la sua partecipazione in FHI venne ceduta alla compagnia statunitense General Motors. Durante tale periodo, Subaru presentò la Baja (2003) e la Tribeca (2005). La Subaru Forester venne invece venduta come Chevrolet Forester in India mentre la Opel Zafira (marchio di proprietà della General Motors) venne venduta come Subaru Traviq in Giappone. Inoltre, la concept car Chevrolet Borrego, presentata nel 2002, era una coupé / crossover derivante dalla piattaforma Subaru Legacy. Durante il breve periodo di collaborazione con General Motors, la Impreza venne venduta negli Stati Uniti come Saab 9-2X (altro marchio di proprietà General Motors). Era previsto anche un SUV (Subaru Tribeca/Saab 9-6X) ma la versione Saab non venne mai presentata.
GM concluse la sua partecipazione in FHI nel 2005. Quasi tutti i progetti congiunti Saab-Subaru vennero abbandonati in quel momento, anche se Subaru continuò a fornire parti per la Saab 9-2x. Successivamente Toyota acquisì poco più del 40% delle precedenti azioni di GM in FHI, pari all'8,7% di FHI mentre il resto delle azioni di GM, pari al 12%, vennero riacquistate da Fuji Heavy Industries. Da allora Toyota e Subaru hanno collaborato a numerosi progetti, tra cui la costruzione della Toyota Camry nello stabilimento Subaru degli Stati Uniti, nell'Indiana. Toyota aumentò poi la propria quota in FHI fino al 16,5% nel luglio 2008. Successivamente, Toyota e Subaru svilupparono congiuntamente la Subaru BRZ, presentata al pubblico nel gennaio 2012. Toyota vendette la BRZ come Scion FR-S fino al 2018, per ribattezzarla poi in Toyota 86. Durante il periodo dell'aumento della partecipazione di Toyota in Subaru, la casa delle Pleiadi dichiarò che non avrebbe più sviluppato le proprie keicar, vendendo invece prodotti ribattezzati della Daihatsu (sussidiaria di Toyota). L'ultimo dei veicoli keicar di Subaru ad essere costruito fu la Subaru Sambar di sesta generazione, che è stato ritirato dalla produzione nel marzo 2012 dopo 54 anni di produzione continua in questa categoria di auto.

## Fabbriche
Subaru si distingue da molti dei suoi concorrenti giapponesi in quanto all'inizio del 2016 produceva ancora quasi il 75% delle sue auto vendute a livello internazionale direttamente in Giappone. Le strutture di Subaru destinate alla produzione automobilistica si trovano a Ōta, nella prefettura di Gunma, e sono composte da quattro distinti stabilimenti: Subaru-chō è il luogo in cui viene costruita la Subaru BRZ/Toyota 86; lo stabilimento di Yajima è il luogo in cui vengono costruite tutte le attuali auto Subaru; lo stabilimento di Otakita è il luogo in cui vengono costruiti i camioncini keicar commerciali (originariamente sede della fabbrica della Nakajima Aircraft), oggi Daihatsu rimarchiati ed infine lo stabilimento di Oizumi è il luogo in cui vengono costruiti i motori e le trasmissioni.
Subaru possiede inoltre un importante impianto produttivo a Lafayette, nell'Indiana (Stati Uniti): la fabbrica si chiama "Subaru of Indiana Automotive, Inc." ed è stata costruita negli Stati Uniti a causa della continua crescita delle vendite nel mercato nordamericano.

## Tecnologie proprietarie

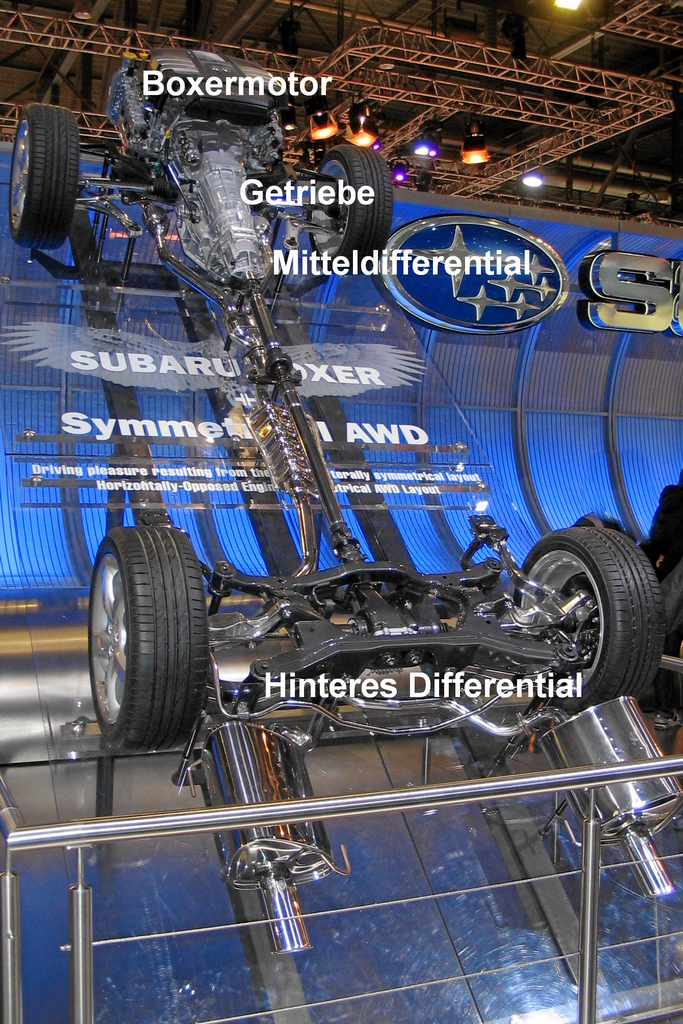
Schema della tecnologia Symmetrical AWD

Fra le tecnologie coperte da brevetti e privative industriali, Subaru dispone in esclusiva del già citato sistema per trazione integrale permanente Symmetrical AWD.

## Gamma attuale
I modelli attuali sono tutti dotati di trazione integrale e motore boxer su tutte le versioni, eccetto la BRZ (che ha trazione posteriore).
- Impreza (berlina compatta)
- Crosstrek  (crossover; con la terza generazione la Subaru abbandona il nome XV e utilizza quello per il Nordamerica in tutto il mondo)
- WRX (berlina sportiva)
- WRX STi (versione sportiva a prestazioni estreme della WRX)
- Legacy (berlina medio-grande disponibile anche in versione station wagon)
- Outback (versione offroad della Legacy SW)
- Forester (SUV)
- BRZ, novità del 2012 sviluppata in collaborazione con Toyota
- Levorg, station wagon 5 porte
- Pleo, Keicar gemella della Daihatsu Mira IV e della Toyota Pixis Epoch
- Sambar, veicolo commerciale
- Ascent (SUV)
- Solterra, primo SUV elettrico del marchio giapponese

## Modelli fuori produzione
- 360
- FF-1 Star
- FF-1 G
- 1400 DL/GL
- 1600 Leone
- 1800
- Alcyone (nota anche come XT, XT6, o Vortex)
- Alcyone SVX (chiamata anche SVX)
- BRAT
- Justy
- Leone

- GL/DL/Loyale
- Rex
- Vivio
- Baja
- B9 Tribeca
- G3X Justy
- R1 (una Keicar)
- R2 (una Keicar)
- Traviq (derivata dalla Opel Zafira Minivan, FWD)
- E12
- Impreza XV
- XV
- Exiga

## Gallery

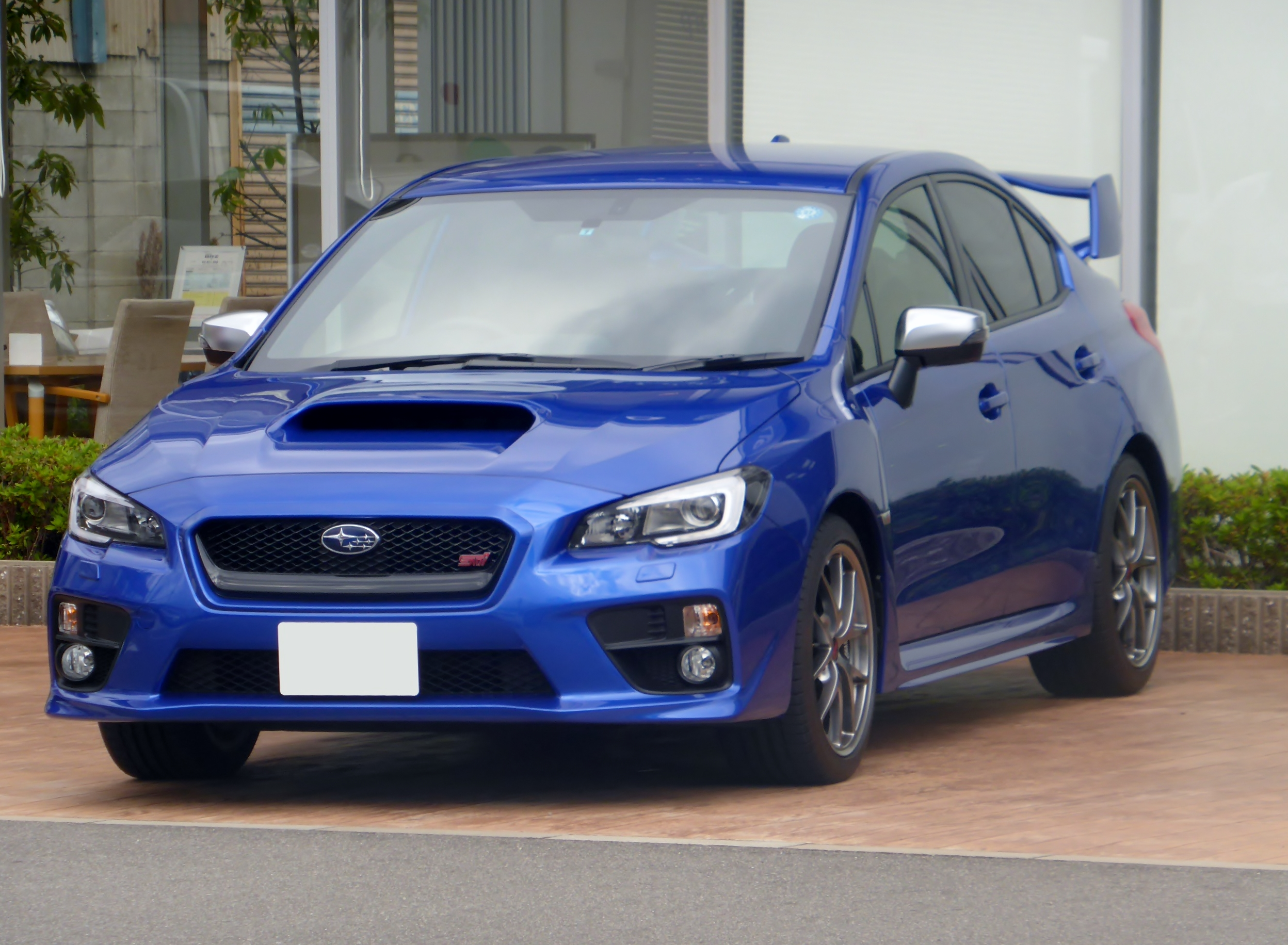
WRX Sti (foto 2014)
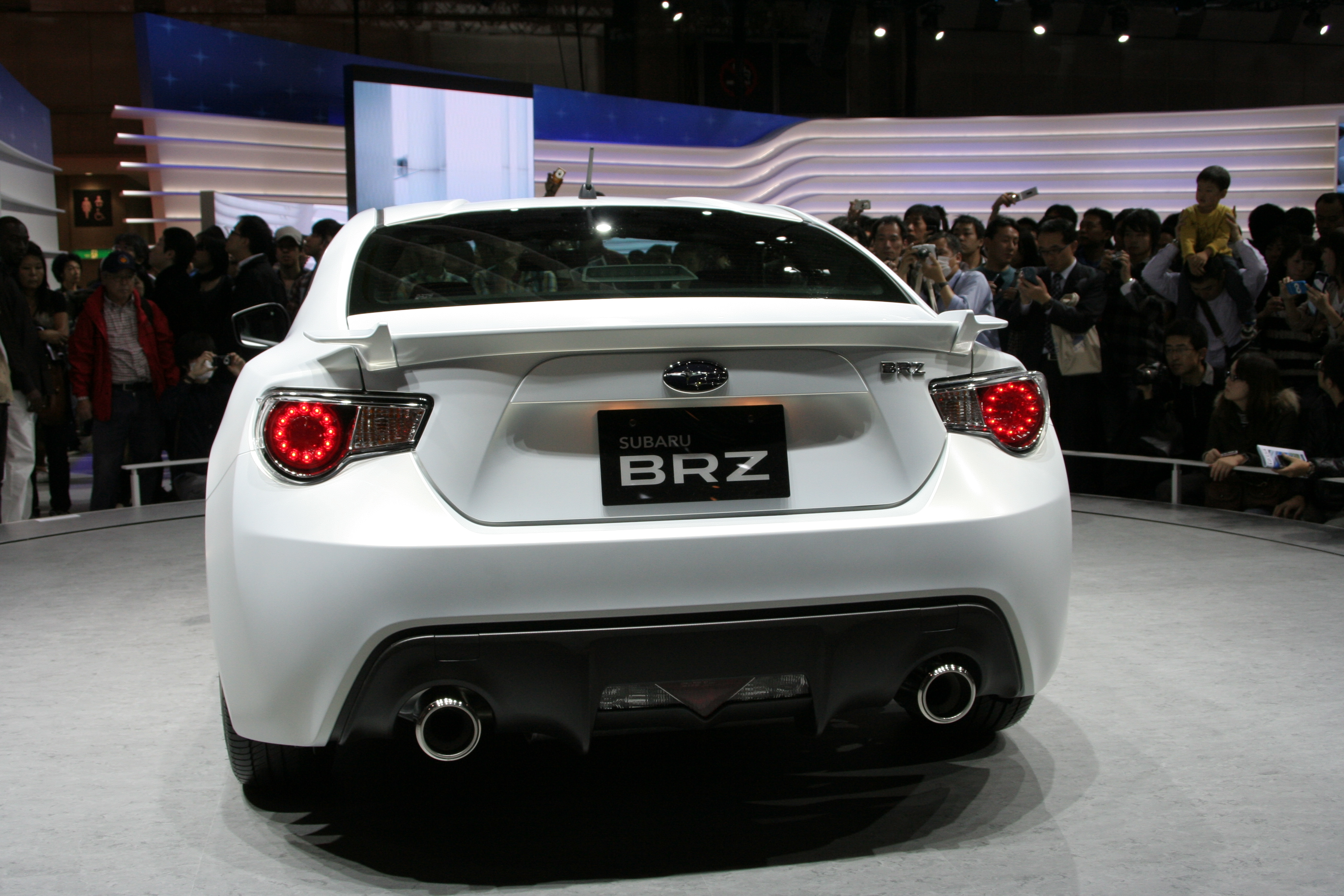
BRZ (foto 2011)
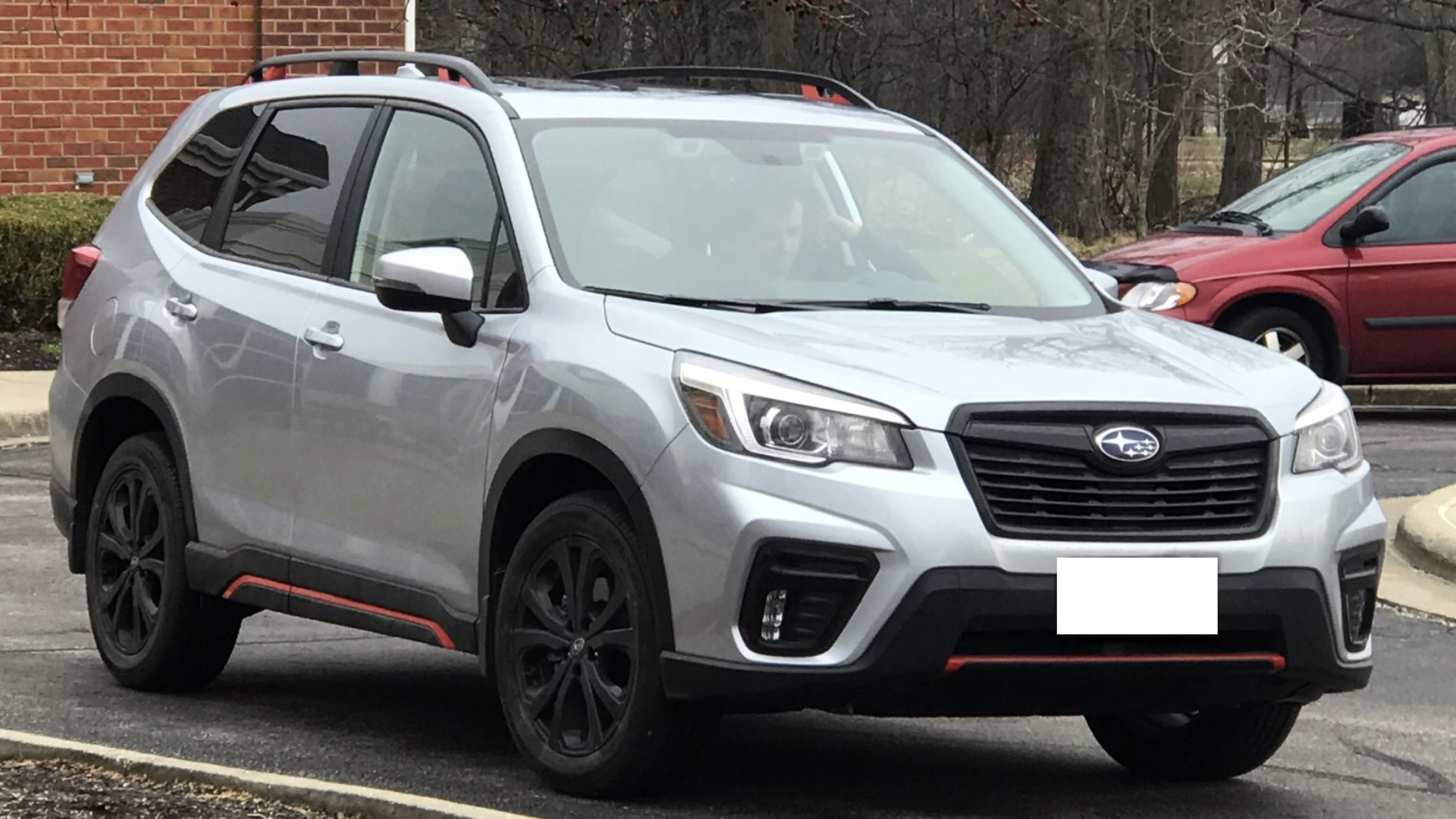
Forester (foto 2019)
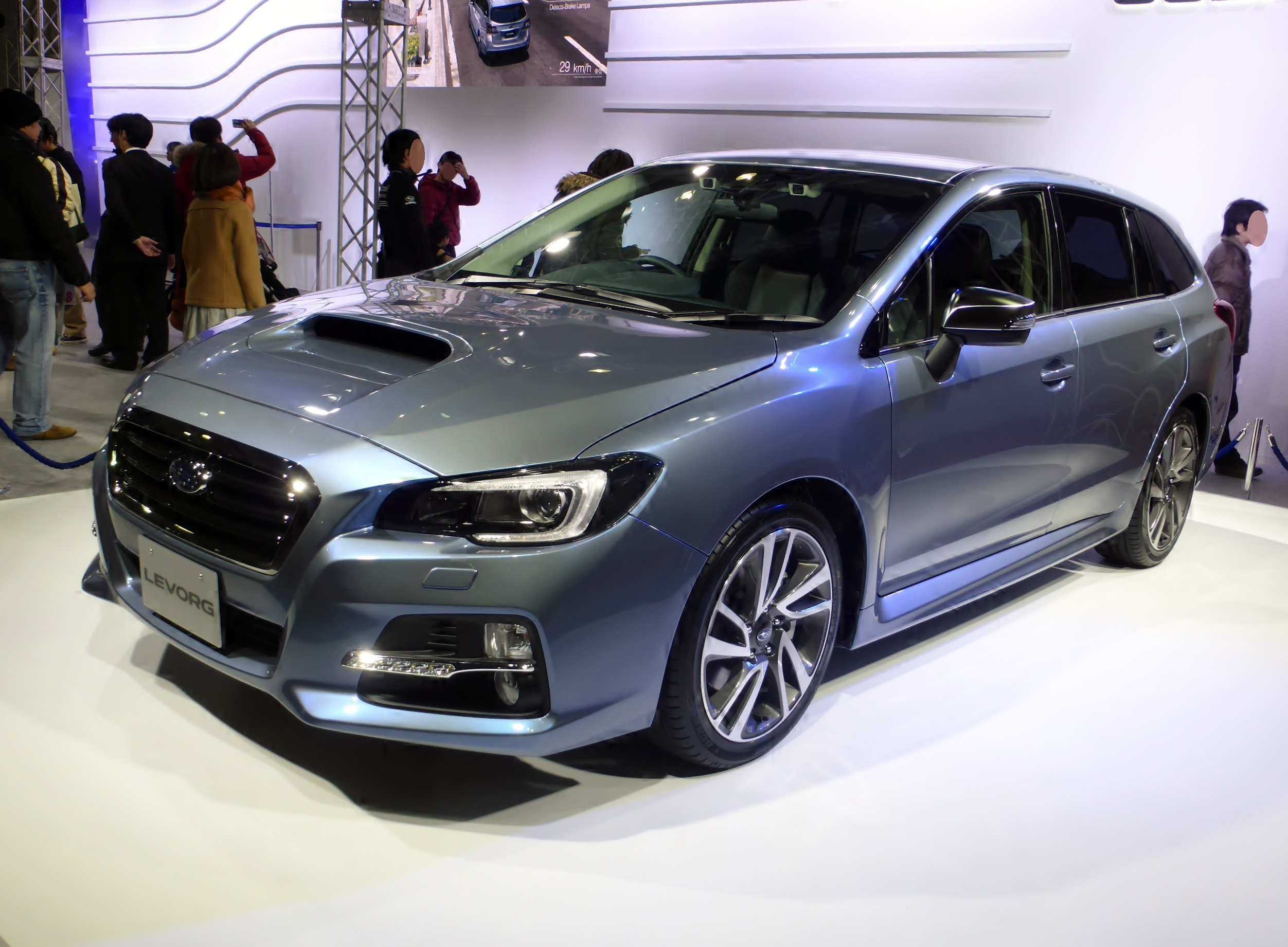
Levorg (foto 2013)
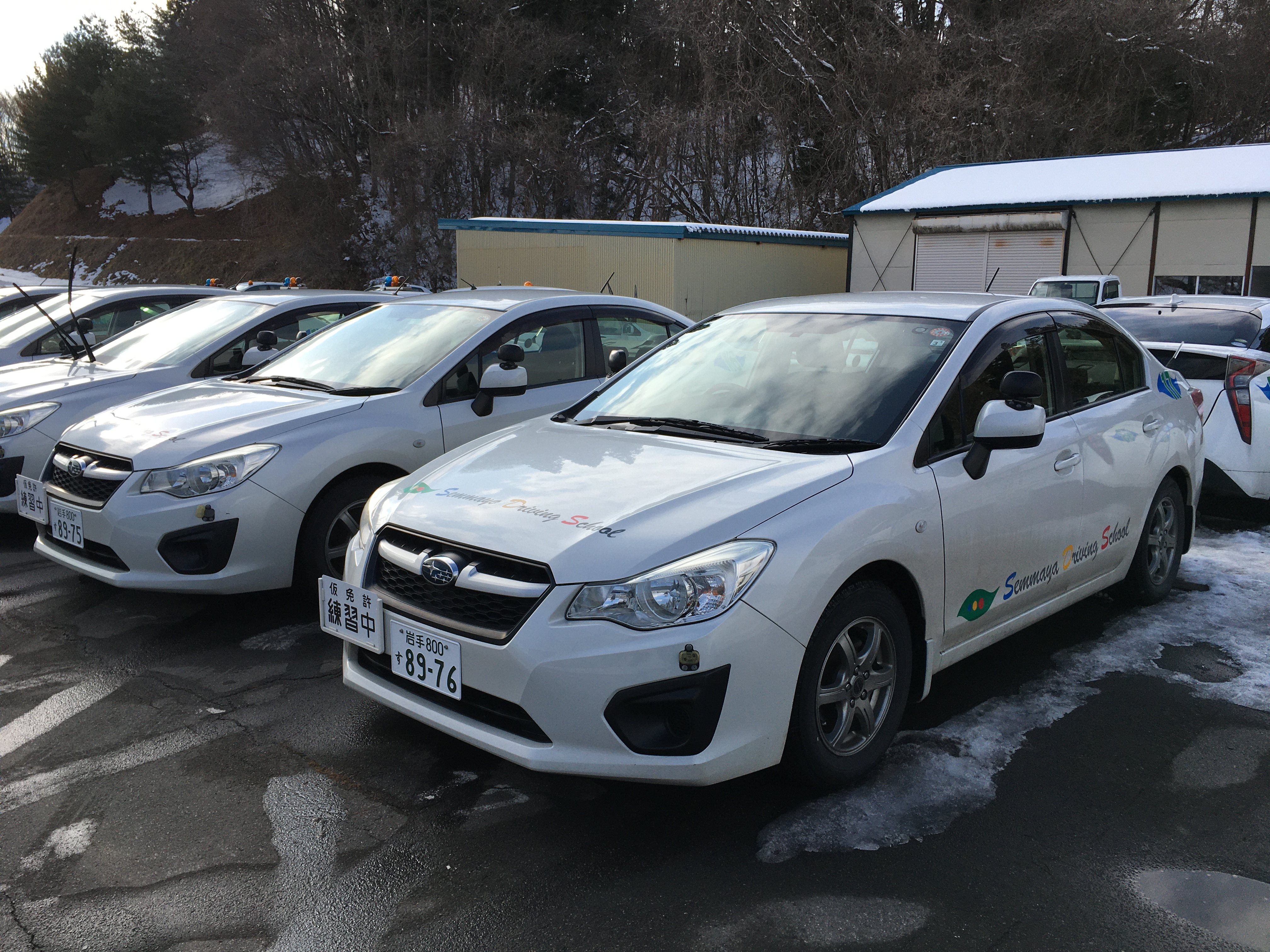
Impreza G4 (foto 2022)
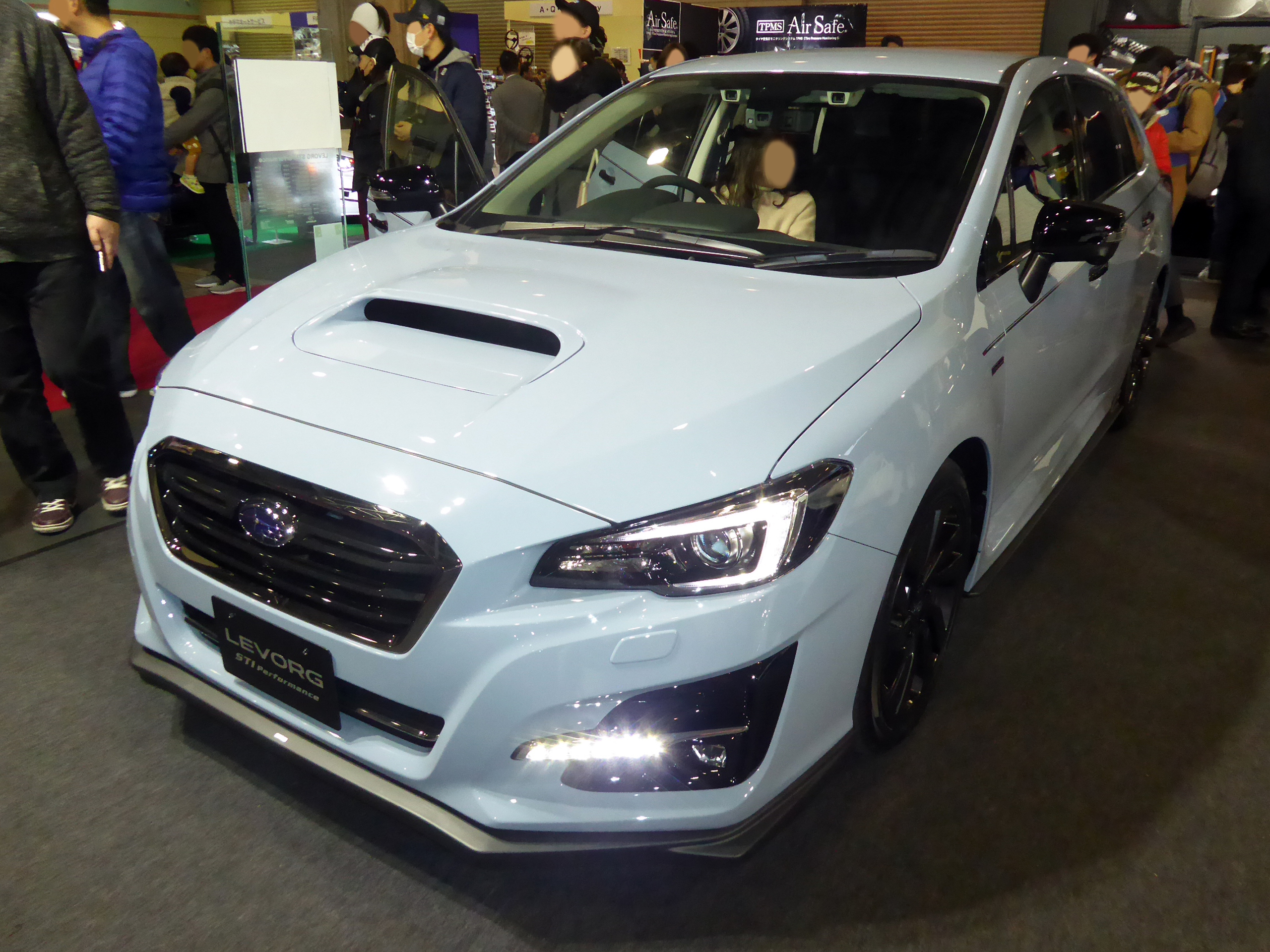
Levorg STi (foto 2019)
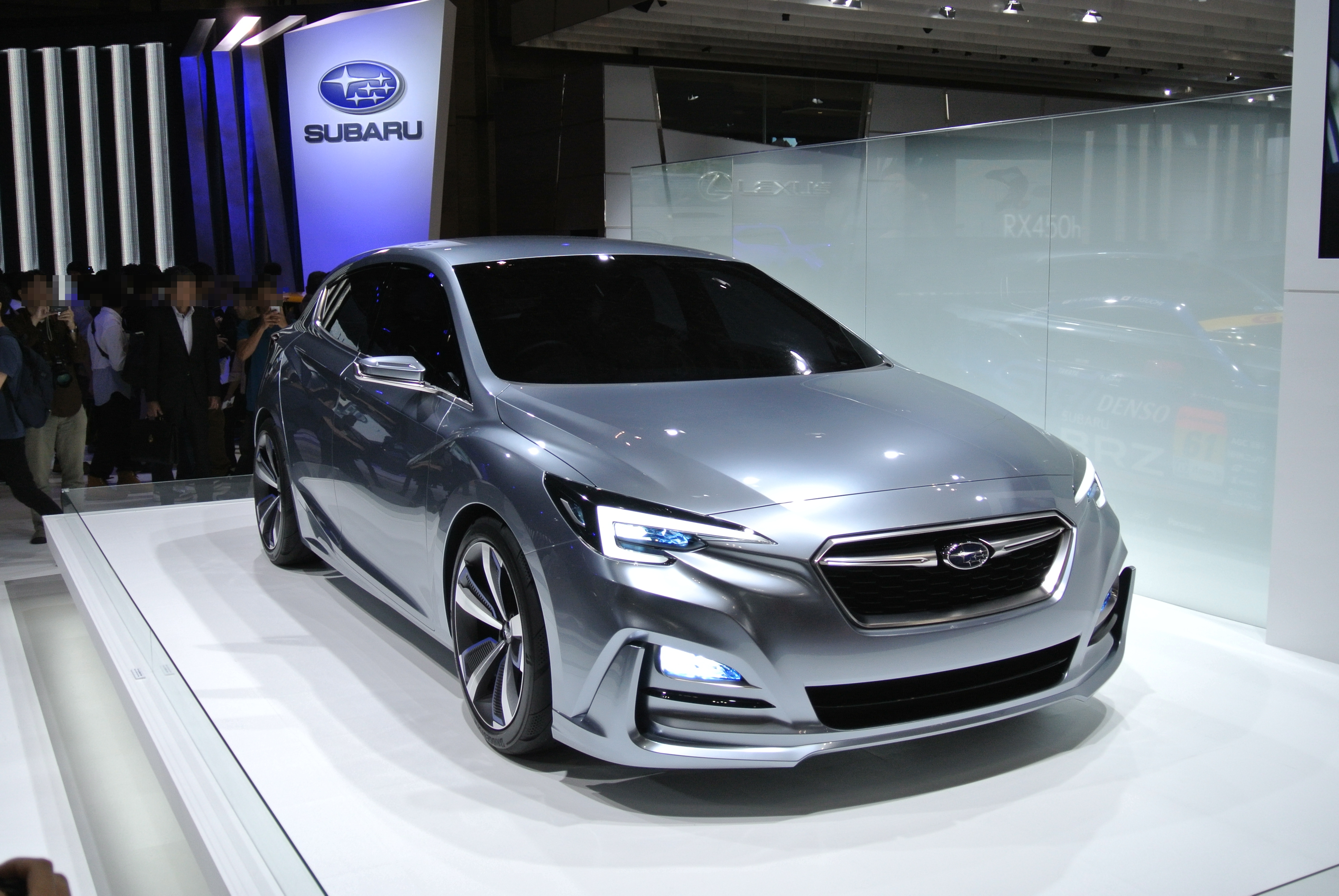
Impreza concept (foto 2015)
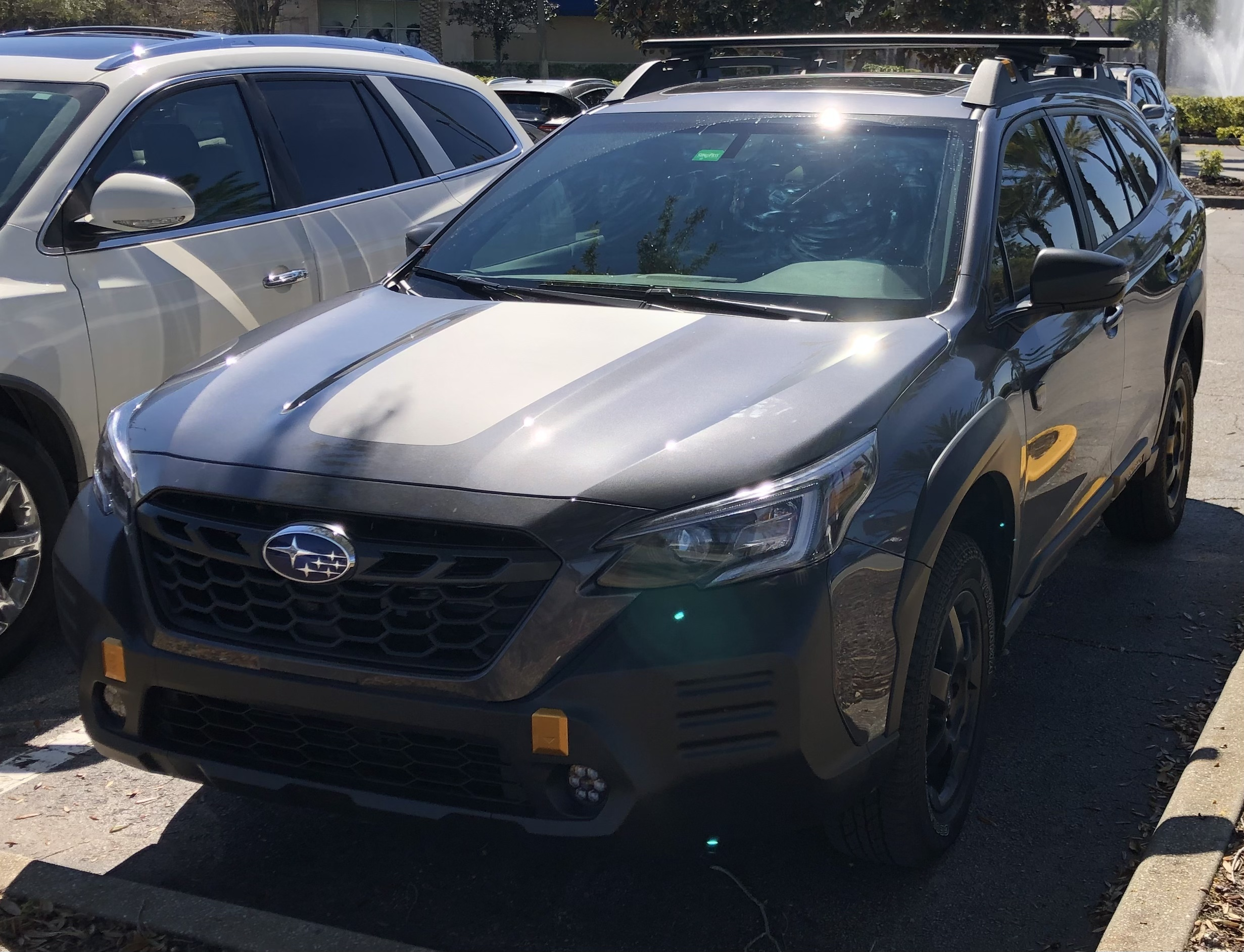
Outback (foto 2022)
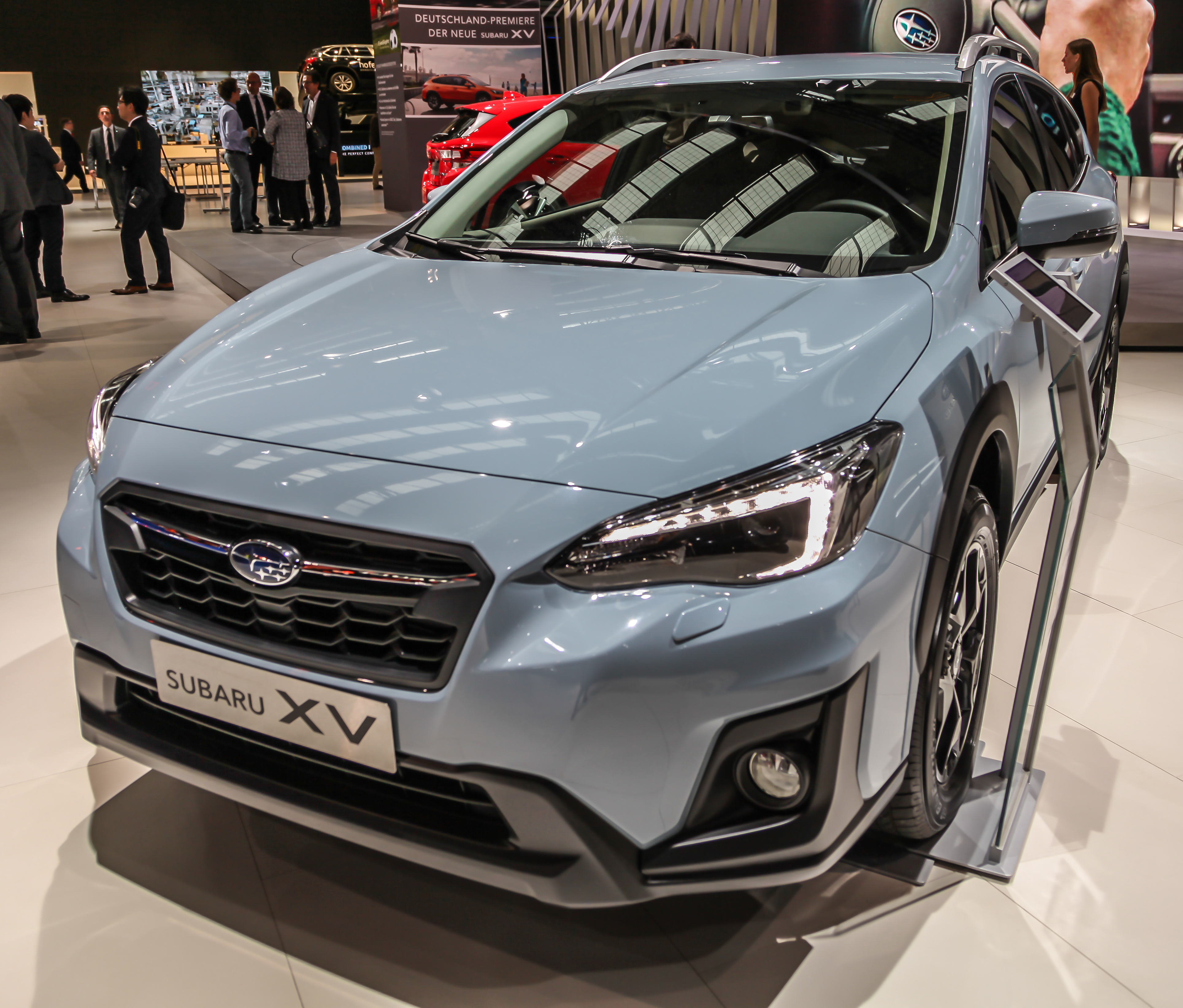
XV (foto 2017)
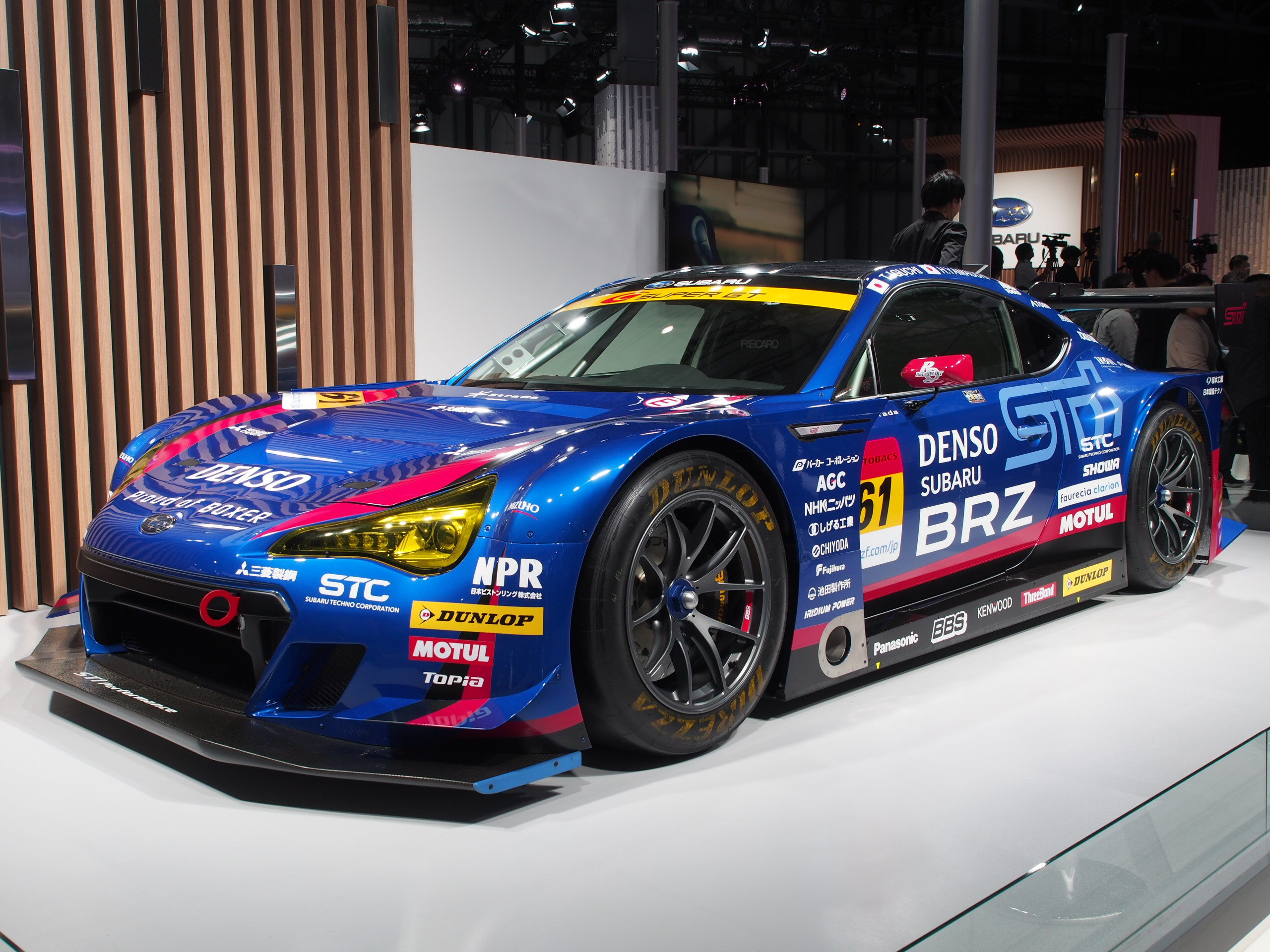
BRZ (foto Tokyo Motor Show 2019)
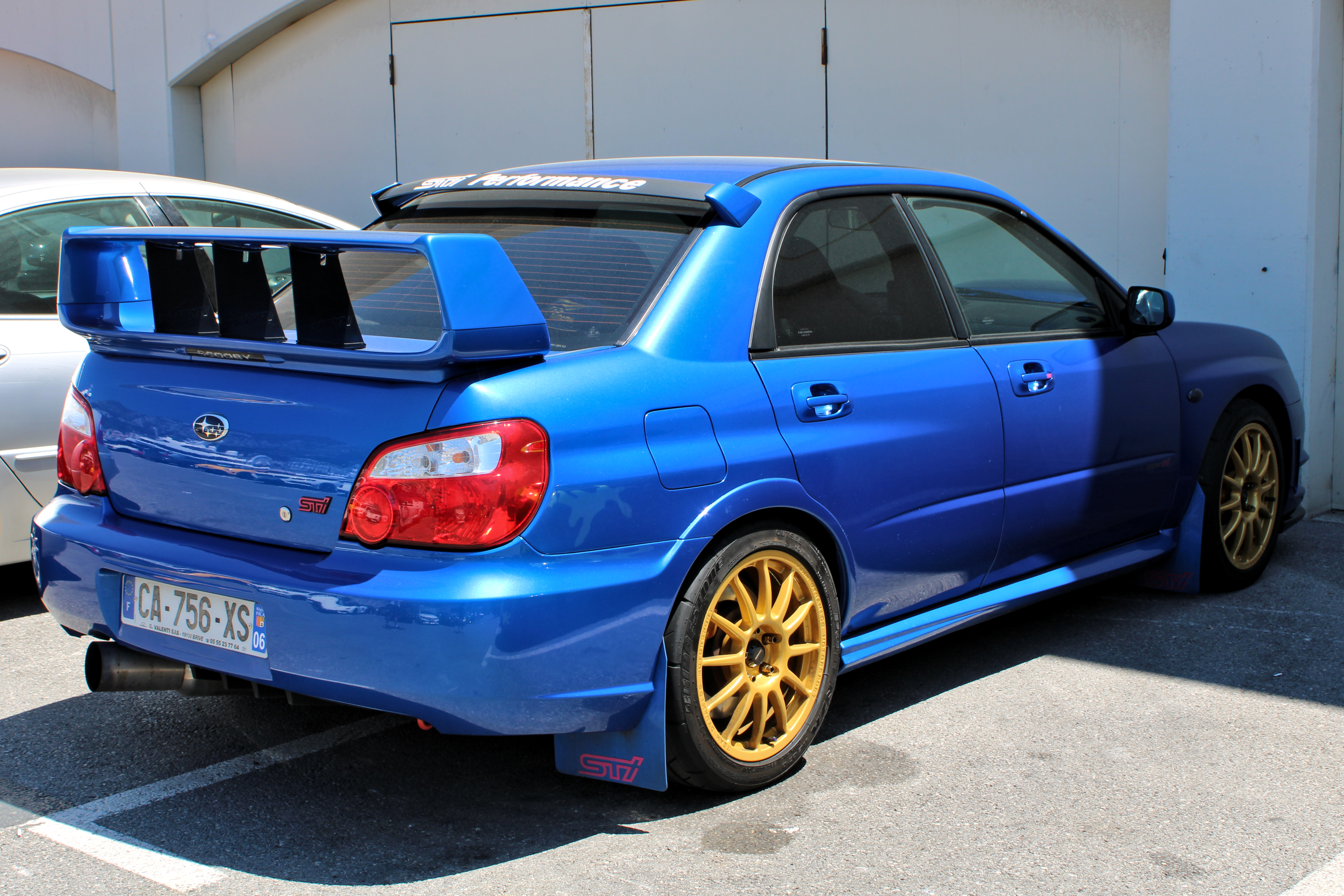
Impreza WRX STi (foto 2019)
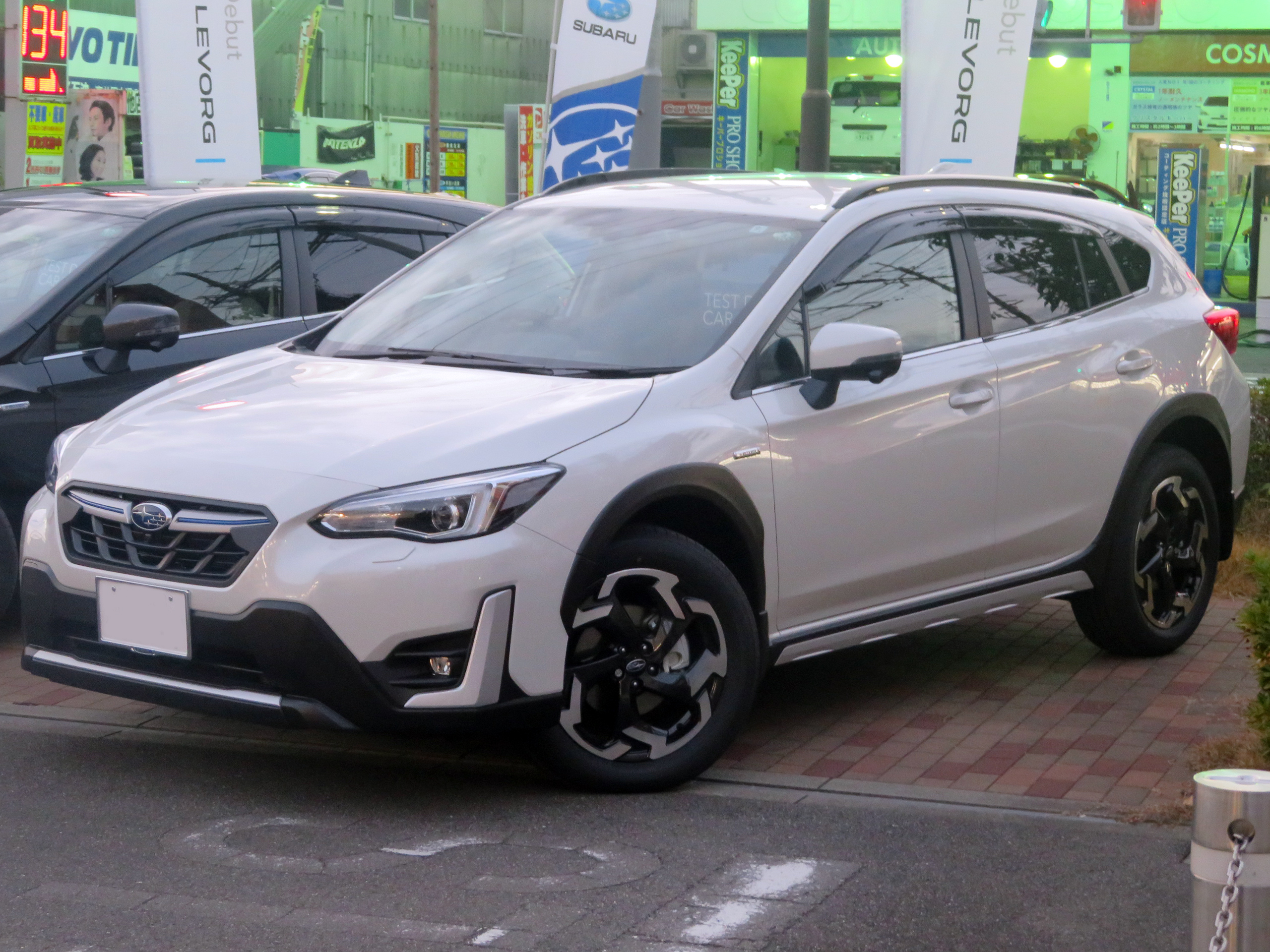
XV (foto 2020)
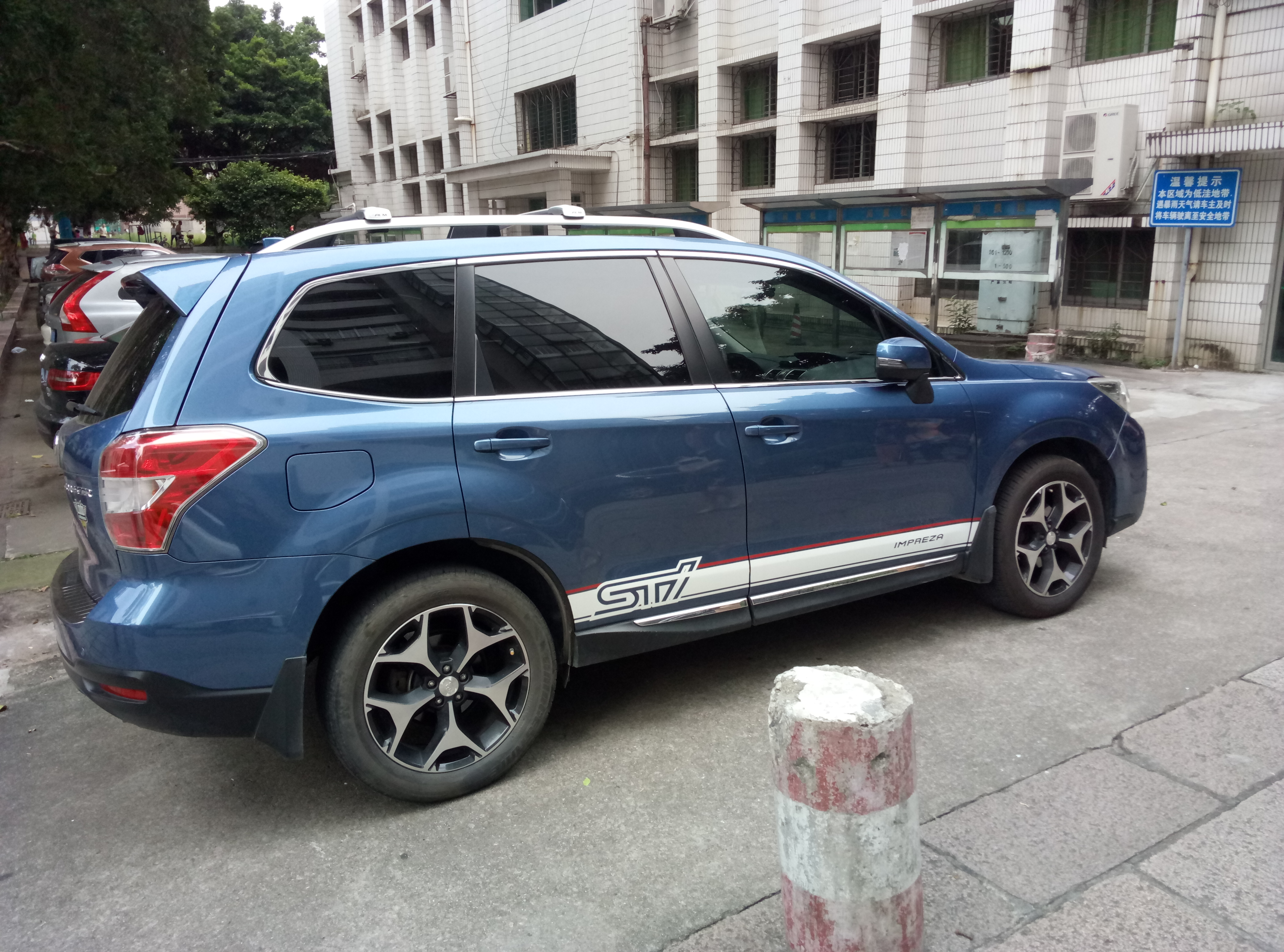
Forester (foto 2018)
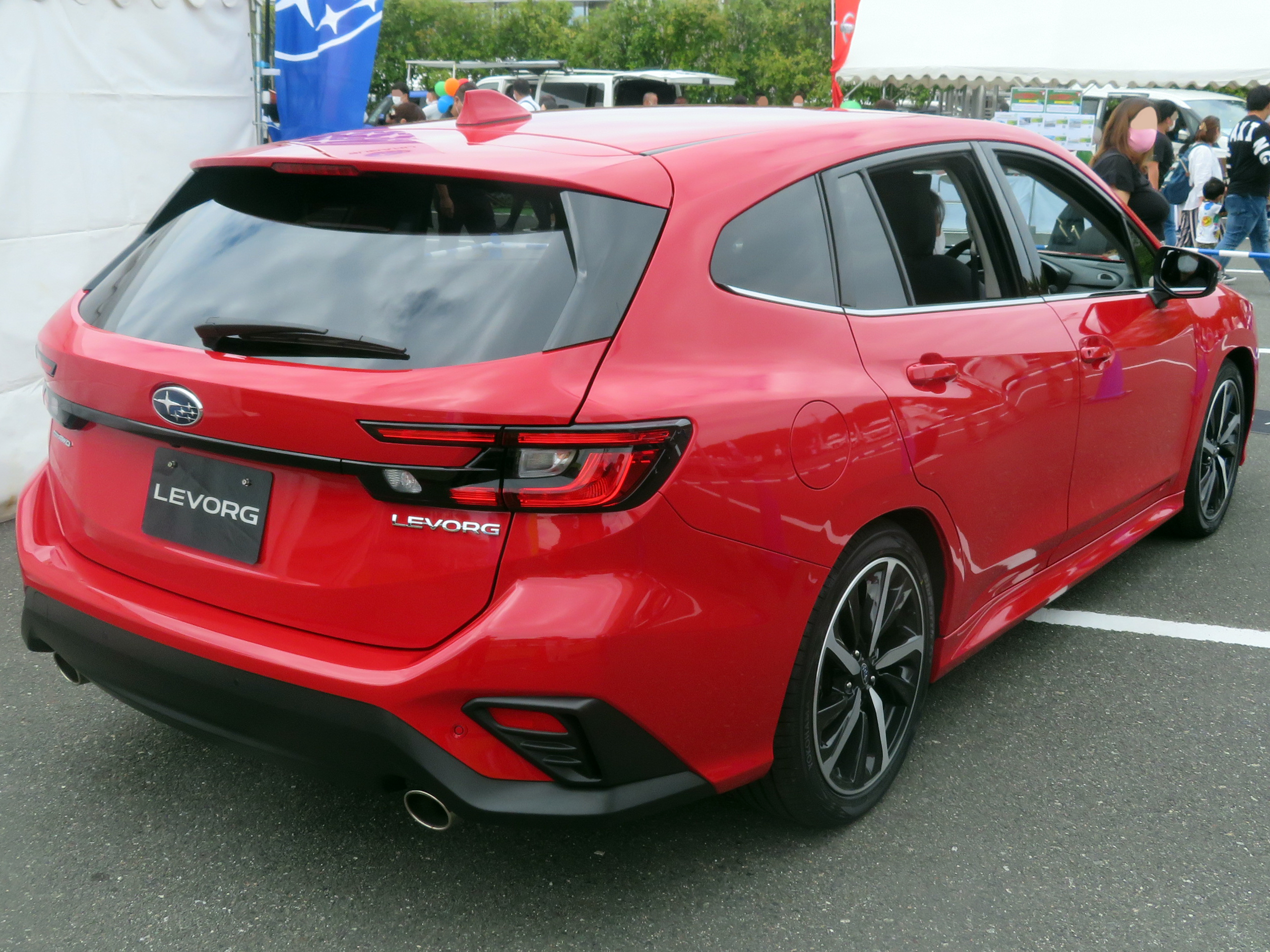
Levorg GT-H EX (foto 2020)
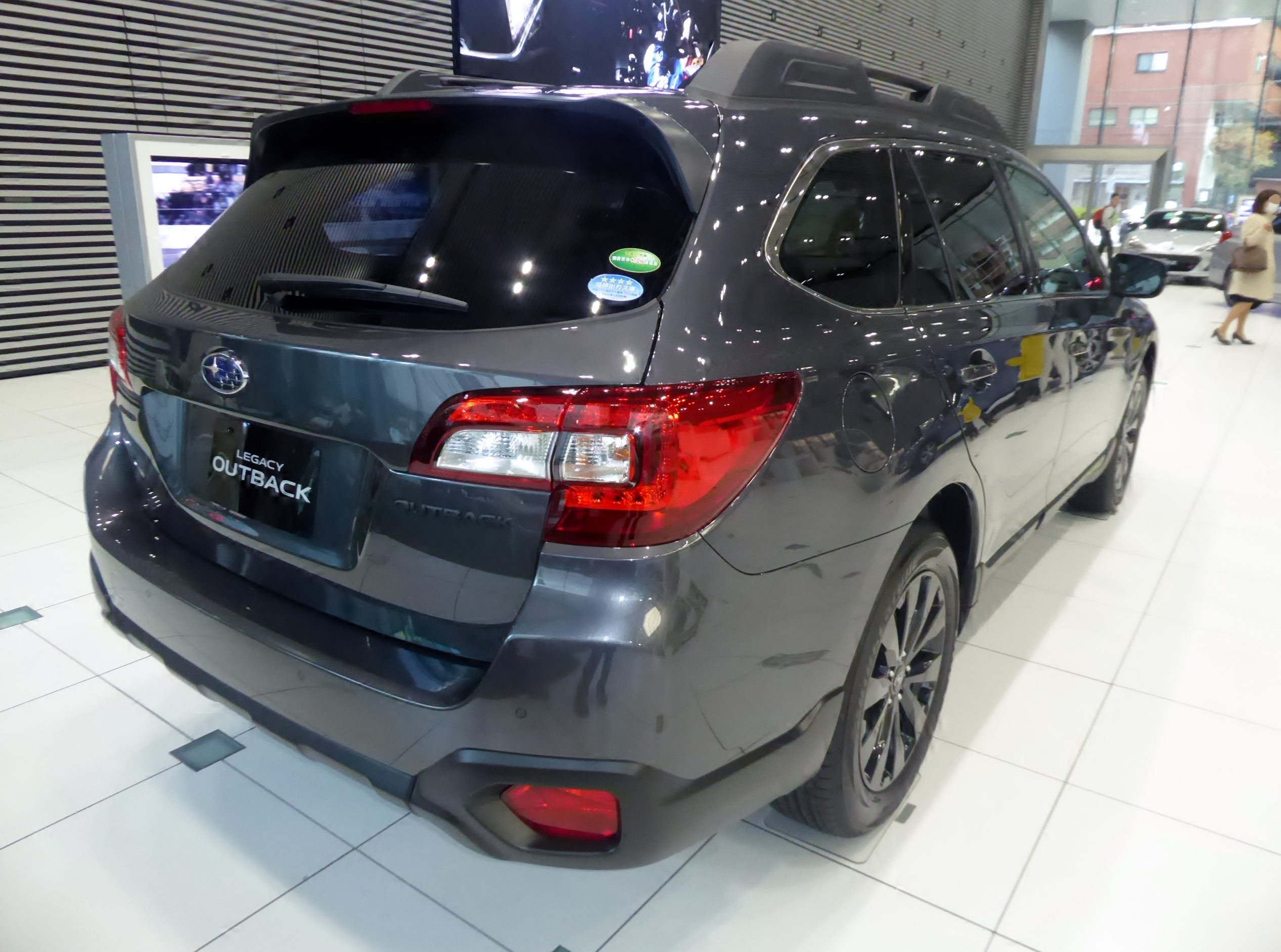
Legacy Outback (foto 2018)
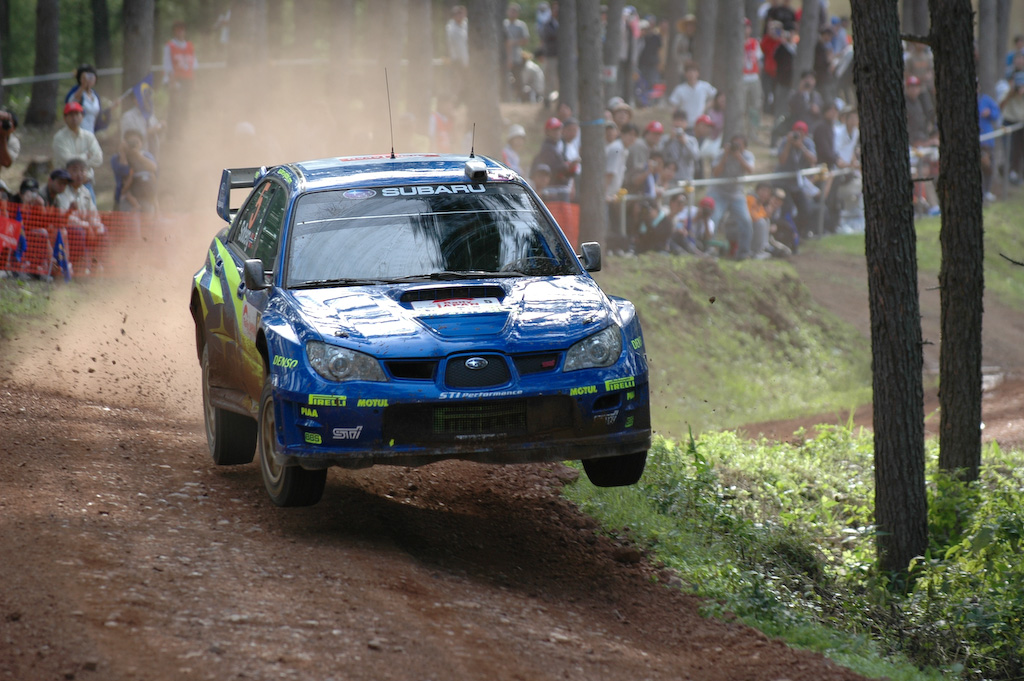
Petter Solberg, Subaru Impreza WRC al Rally del Giappone del 2006

## Motorsport
Subaru partecipa alle competizioni motoristiche dal 1980 col Subaru Rally Team Japan, capitanato da Noriyuki Koseki (fondatore di Subaru Tecnica International, STI) ed ha gareggiato con le Subaru Leone, coupé, sedan DL, RX (SRX) ed RX Turbo al campionato del mondo rally fino al 1989. I piloti dei rally includevano Ari Vatanen, Per Eklund, Shekhar Mehta, Mike Kirkland, Possum Bourne e Harald Demut. Nel periodo 1990-1992 Subaru partecipò al mondiale rally con la Legacy RS che partecipò anche alla prima stagione del campionato del mondo di rally del 1993.

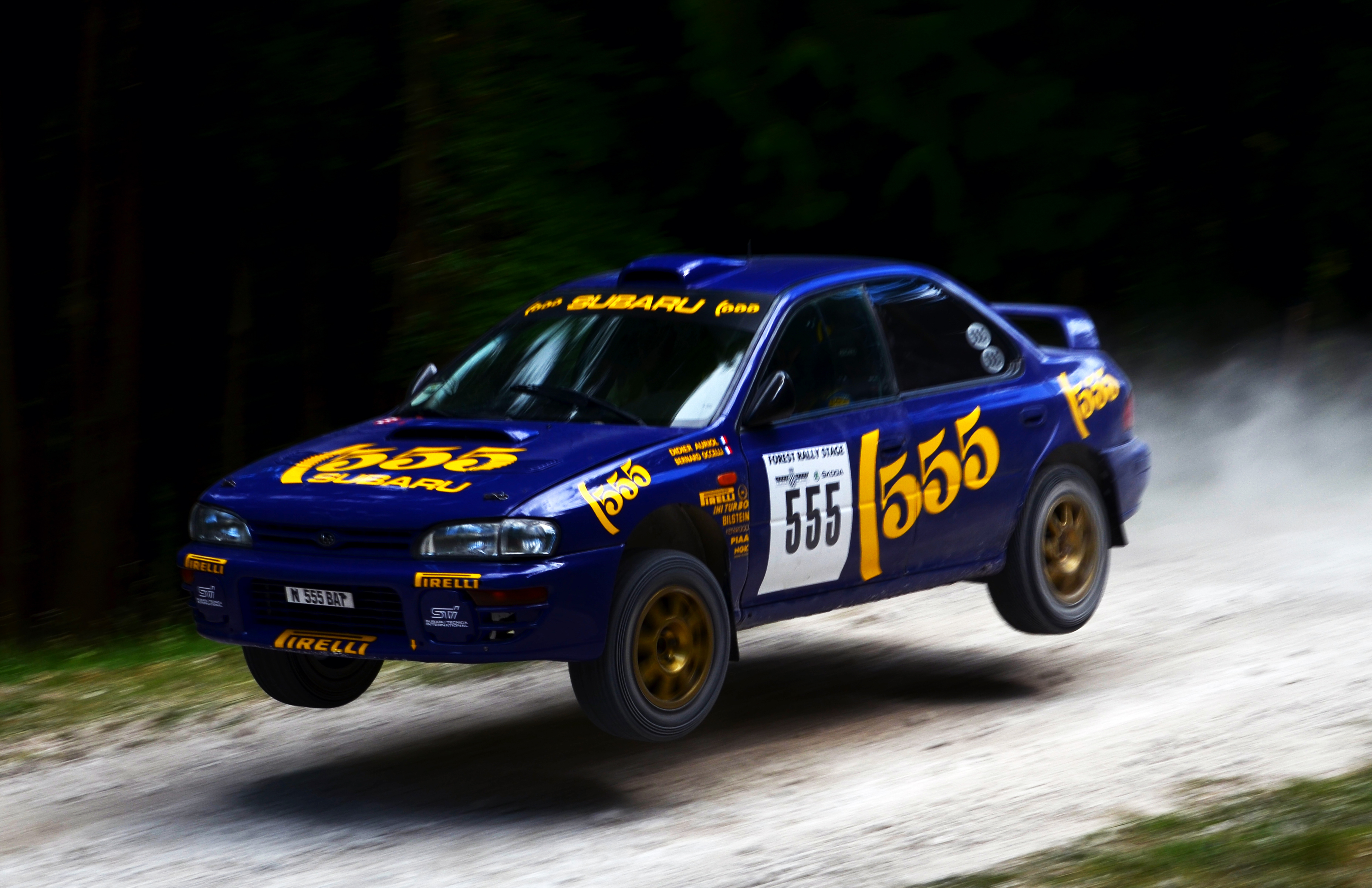
Una Subaru Impreza 555 Gruppo A, con cui Colin McRae partecipò al campionato del mondo rally nel 1996

Successivamente debuttarono le Impreza WRX e WRX STi, che hanno gareggiato con successo nei rally. I piloti Colin McRae (1995), Richard Burns (2001) e Petter Solberg (2003) hanno vinto i titoli piloti del mondiale con il Subaru World Rally Team e Subaru ha vinto il titolo costruttori per tre anni consecutivi dal 1995 al 1997.
Subaru è stata coinvolta per un breve periodo anche nelle corse di Formula 1 quando acquisì una partecipazione nel piccolo team italiano Coloni nella stagione 1990. Il motore a 12 cilindri della Coloni 3B era costruito da Subaru e condivideva il layout boxer con i motori dell'azienda, ma era comunque realizzato su un progetto dell'azienda italiana Motori Moderni. La partnership si interruppe prima della fine della stagione.
Successivamente alcune vetture Subaru hanno partecipato a competizioni motoristiche come il campionato Super GT (nel 2008, l'Impreza è stata la prima vettura a 4 porte e il primo veicolo 4WD a vincere una gara Super GT).
Il 16 dicembre 2008 venne annunciato che Subaru non avrebbe più partecipato ai campionati del mondo di rally. La decisione venne presa direttamente dalla società madre di Subaru, Fuji Heavy Industries (FHI), in parte a causa della crisi economica ma anche perché oramai Subaru aveva raggiunto i suoi obiettivi sportivi e di marketing. L'azienda tuttavia affermò che la possibilità che una Subaru torni nella massima categoria del WRC in futuro non è da escludere.